# مورائنوسور
مورائنوسور (نام علمی: Muraenosaurus) نوعی خزنده انقراض یافته از نوع پلسیوسورها بوده که در اروپا امروزی و در دوره ژوراسیک میانه زیست می‌کرده‌است.این جانور طولی معادل ۸ متر داشته‌است و و دارای ۴۴ مهره و جمجمه کوچک بوده‌است.

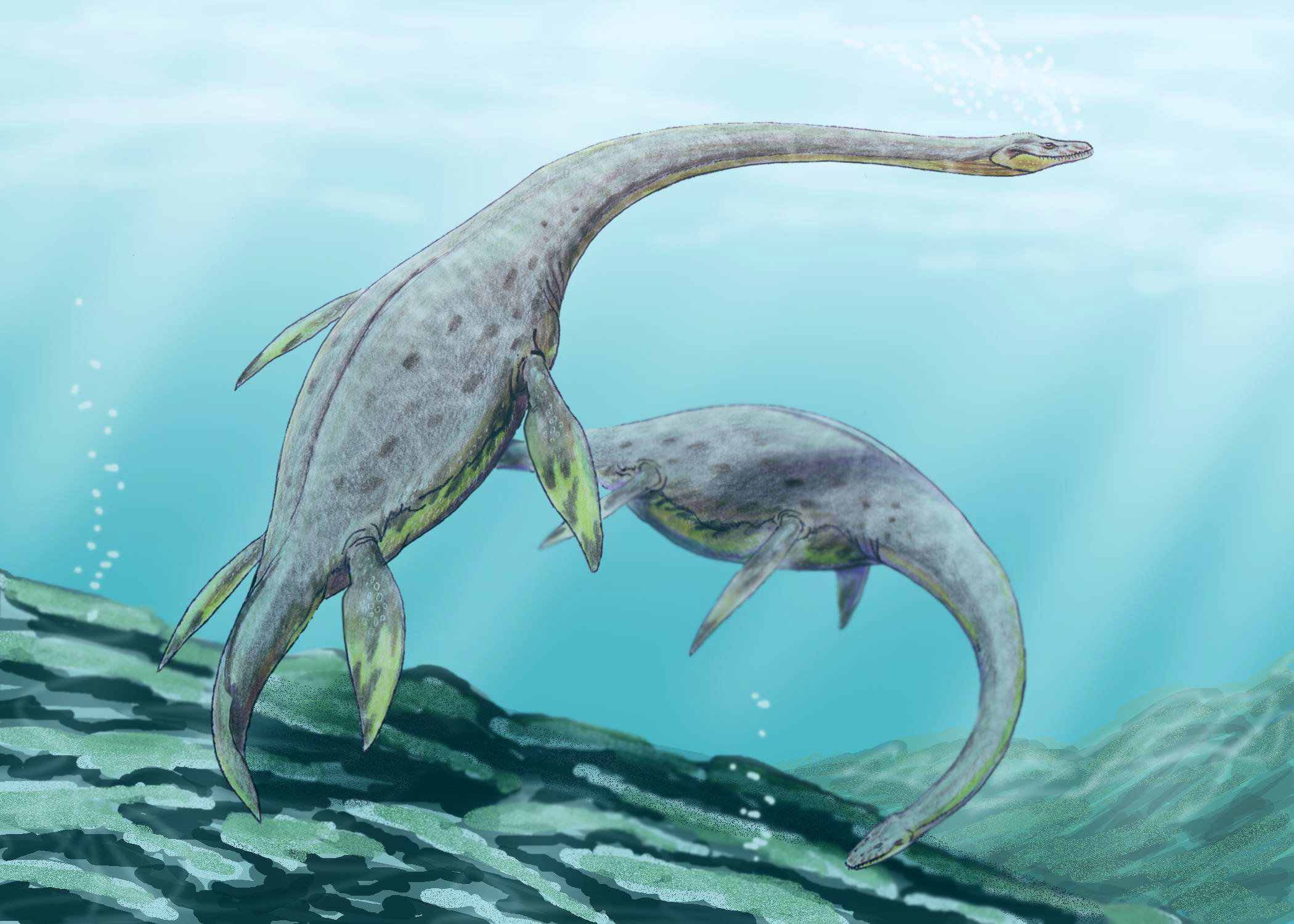
Muraenosaurus leedsi

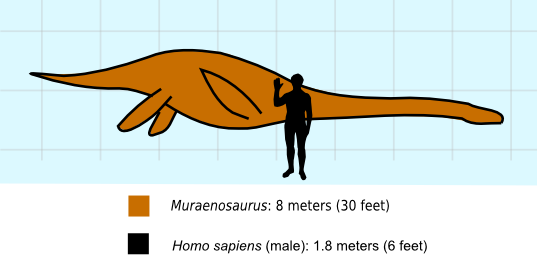
مورائنوسور در مقایسه با یک انسان.

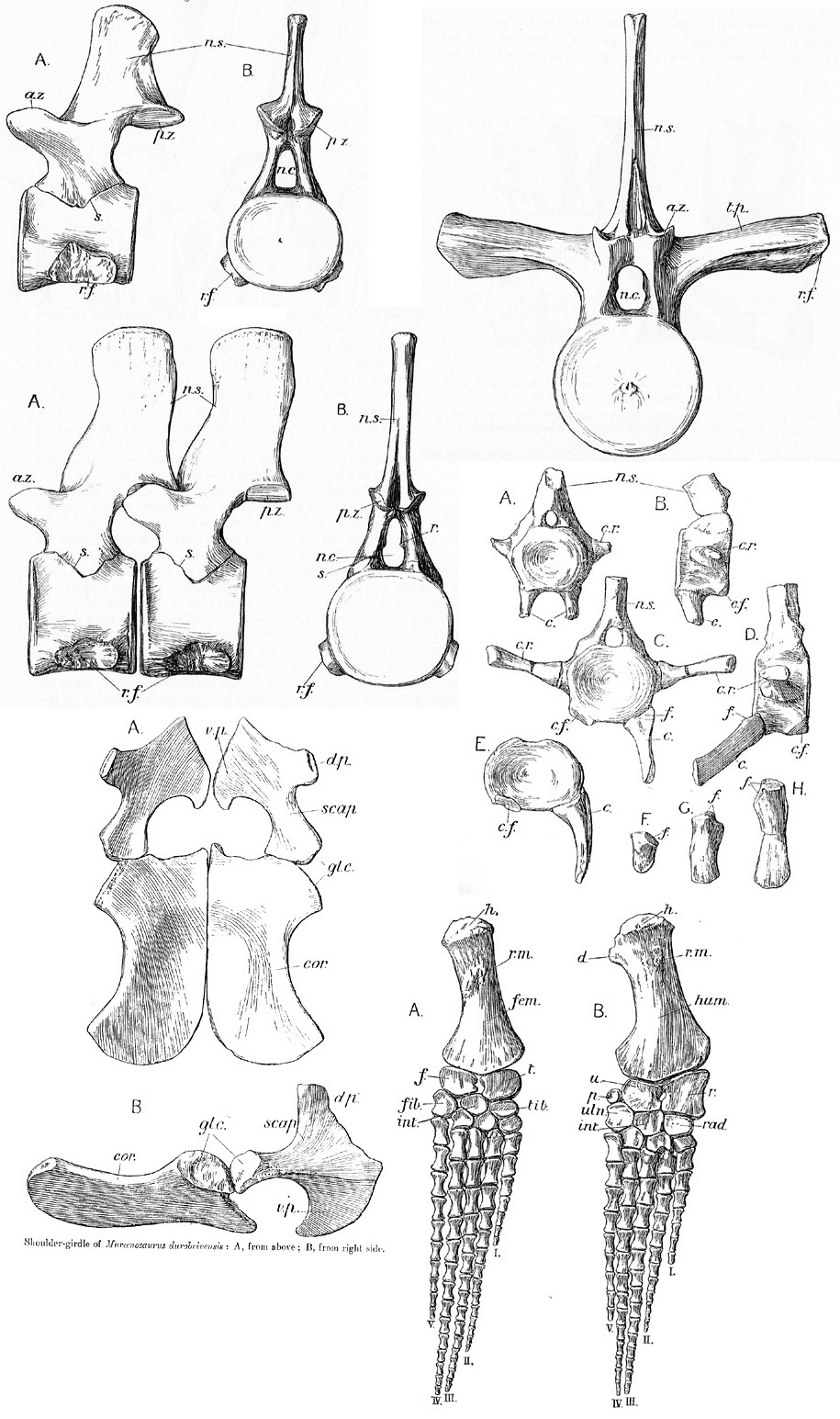
M. beloclis bones